# 尚寿妃
寿妃尚氏（じゅひ しょうし、1549年 - 1610年）は、明の嘉靖帝の晩年の寵妃。

## 経歴
嘉靖40年（1561年）、嘉靖帝は内殿で読経して磬を叩き、誤って磐を叩き間違え、宮人たちは恐惧して声を出さず、幼い宮女の尚氏だけが大笑いした。宮人たちは彼女が死ぬと思っているが、意外にも皇帝に目を留められ寵愛を受け、美人に封じられた。その時嘉靖帝は55歳、尚美人は13歳だった。同年11月25日、嘉靖帝は尚美人と遊び、宮殿の中で花火を打ち、結果火災を引き起こし、毓徳宮が焼失した。しかし皇帝はこれを咎めず、尚氏への格別な想いのほどが窺える。
嘉靖45年（1567年）、子供がなかったが、18歳に寿妃に進封された。父の尚臣は正二品驃騎将軍右軍都督を追贈された。しかし冊封礼からわずか百日後、嘉靖帝は崩御した。皇帝の死について、朝廷の一部から尚寿妃に対する「成帝の趙昭儀（趙合徳）のように帝に媚びた」という非難の声が上がったが、処罰を下さなかったという。
万暦38年（1610年）、死去。62歳。葬儀の規格は嘉靖帝の徐永妃に準じて処理された。

## 伝記資料
- 『明世宗実録』